# Cut to the Twisp
Cut to the Twisp je literární dílo napsané americkým spisovatelem C. D. Paynem.
Obsahem jsou pasáže z prvních třech českých dílů hexalogie Mládí v Hajzlu o Nicku Twispovi, které však v anglické verzi knih nebyly nikdy uveřejněny z důvodu délky svazku (Mládí v Hajzlu 1, 2 a 3 v USA vyšlo jako jedna kniha s názvem Youth in Revolt).
Z toho vyplývá, že české překlady dílů Mladík v odboji, Mladík v okovech, Mladík v exilu (vše 1995) o žádné úryvky zkráceny nebyly a vyšly tak v původní verzi.
Kniha dále obsahuje historii vydaných knih a dále 12 humoresek, které autor v posledních desetiletích napsal.